# Макромолекула угля

Фрагмент макромолекулы угля.

Макромолекула угля — условное название элемента угольного вещества на молекулярном (надмолекулярном) уровне — аналогично молекулам, которые структурно включают полимеры.
Структура макромолекулы угля зависит от стадии углефикации.
Для макромолекулы малометаморфизированного угля характерно значительное содержание алифатических цепочек «сшивающих» пачки ароматических ядер. Во внутренних фрагментах структуры этого угля и в боковых цепях содержится большое количество кислородосодержащих групп. Кислород гидроксильных групп, располагаясь компланарно ароматическому ядру, обеспечивает ассоциацию ароматических ядер в жёсткие группы, образующие плоские слои. Взаимодействие между слоями приводит к образованию пачек параллельных слоёв, расположенных на расстоянии, которое определяется размерами «сшивающих» радикалов.
С ростом стадии метаморфизма угля уменьшается длина «сшивающих» алифатических цепочек и концентрация функциональных групп, возрастает ароматичность угля.
Антрациты представляют собой практически полностью сконденсированную трёхмерную полисоединённую структуру с минимальным содержанием водорода и гетероатомов. Алифатические фрагменты, функциональные группы и свободные радикалы сохраняются только в областях дислокаций.